# Židé ve Finsku

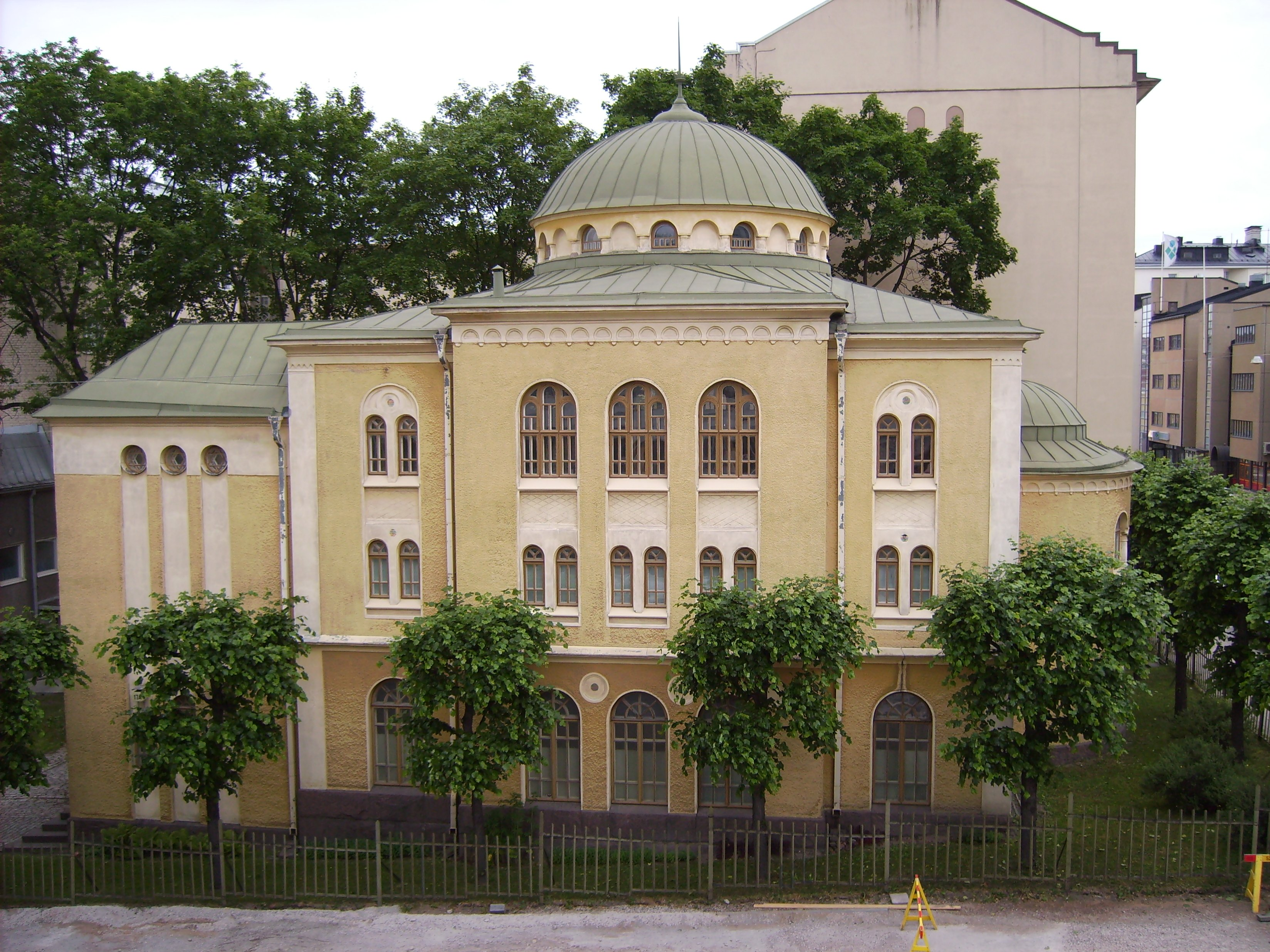
Synagoga v Turku

Židovská komunita ve Finsku se datuje do začátku 18. století. K roku 2006 se ve Finsku nacházelo přibližně 1100 Židů. Židé jsou velmi dobře integrováni do finské společnosti. Ve Finsku se nacházejí dvě synagogy, a to v Helsinkách a Turku.